# Filipe Galvon
Filipe Galvon, né le 10 décembre 1981 à Rio de Janeiro au Brésil, est un réalisateur et auteur brésilien. 

## Biographie
Né au sein d'une famille de classe populaire à Encantado, quartier de la périphérie nord de Rio de Janeiro, Filipe Galvon commence sa carrière dans le journalisme et l'audiovisuel avant de se tourner exclusivement vers la création artistique. Il s'intéresse initialement à la musique et à la poésie, en participant à des groupes underground et en contribuant à des magazines culturels, puis il fait ses débuts dans le cinéma. 
À partir de 2006, il écrit et réalise plusieurs courts-métrages. Ses premières réalisations s’inscrivent entre la fiction et l’expérimental, comme le film d’école The Pull Over (2006), une libre adaptation du conte No se culpe a nadie, de l’écrivain franco-argentin Julio Cortázar. Il participe également en tant que comédien et scénariste à d’autres projets fictionnels tels que le suspense O Apartamento (2008) et le satirique O Vídeo (2010).
Avec une activité littéraire en parallèle, ses textes poétiques sont publiés dans des anthologies et revues poétiques. Il est sélectionné par le renommé périodique culturel brésilien Revista Cult pour sa section Oficina Literária de l’édition de septembre 2007. Son premier livre, le recueil des poèmes intitulé Animau, est paru en 2011 par 7Letras, une des principales maisons d'édition de poésie au Brésil[réf. nécessaire].
Il réalise ensuite le court-métrage Lise/Amélie (2013), qui gagne le prix « Road Movie » du festival Cine Tela Brasil et tourne dans le circuit itinérant de nombreuses villes périphériques brésiliennes. Fiction mélangeant éléments du documentaire, le film raconte l’histoire de deux jeunes Brésiliennes perdues mystérieusement pendant leur voyage sur la côte de l'Uruguay.
En 2013, il s'installe en France où il termine ses études cinématographiques à l'Université de Paris. Ses travaux de conclusion résultent dans une enquête sur la cinématographie de Lars von Trier et le court-métrage La Rivière Intranquille (2015). Sélectionné dans des festivals français, le documentaire retrace poétiquement l'histoire de la parisienne Olivia Wattine qui, au milieu d'un tour du monde, a sa vie bousculée par un accident.
Il s'engage en 2016 dans la fondation du Mouvement démocratique du 18 mars qui s’oppose à la destitution de la présidente brésilienne Dilma Rousseff, et réalise, dans le cadre de ce collectif, une série de clips et interviews politiques. Il signe ensuite le scénario et la réalisation du court-métrage Boulevard Voltaire (2017). Le documentaire, sélectionné dans des festivals en France, raconte la découverte inattendue d’épisodes de l'histoire française lorsqu’un jeune étranger part en balade nocturne.
Son premier long-métrage, Encantado, le Brésil désenchanté (2018), emporte le prix du public de meilleur film au Festival International de Brasilia 2020. Le film traite de la situation politique et sociale du Brésil entre l'élection de Lula en 2002 et celle de Jair Bolsonaro en 2018, à travers la trajectoire de son quartier d'origine, nommé Encantado. Coproduit par Public Sénat, le film est diffusé d’abord sur cette chaîne en version courte exclusive pour la télévision et ensuite dans plusieurs festivals. En 2020, il sort au Brésil dans une version long-métrage définitive, en festival et sur la plateforme Amazon Prime Video. Reportée par la crise du covid-19, une sortie du film en France est prévue pour 2021.

## Filmographie

### Long-métrage
- 2018 : Encantado, documentaire

### Court-métrage
- 2006 : The Pull Over, drame expérimental
- 2008 : O Apartamento, suspense — scénario et second rôle
- 2010 : O Vídeo, suspense — coréalisé avec Renata Ruffato
- 2013 : Geração SóQueNão, documentaire expérimental
- 2013 : Lise/Amélie, mystère
- 2014 : Dans le royaume du chaos, musical
- 2015 : La rivière intranquille, documentaire biographique
- 2015 : Un visage sombre, documentaire expérimental
- 2017 : Nuit Debout : un message, documentaire
- 2016 : Boulevard Voltaire, documentaire

## Distinctions
- Prix Road Movie du Festival Cine Tela Brasil 2013[4].
- Sélection officielle du Festival Festafilm de Montpellier 2014, pour Dans le Royaume du Chaos[5].
- Sélection officielle du Festival Cannes International du Handicap de Cannes 2016, pour La rivière intranquille[6].
- Sélection officielle du Festival Entr’2 Marches de Cannes 2016, pour La rivière intranquille[7].
- Sélection officielle du Festival ToGaether 2017, pour Boulevard Voltaire
- Sélection officielle du Festival  Nuit du Cinéma - Les Mutineries 2017, pour Boulevard Voltaire[8]
- Sélection officielle du Festival  Nuit du Cinéma - Les Mutineries 2019, pour Encantado
- Sélection officielle du Festival Rencontres du Cinéma Sud-Américain de Marseille 2019, pour Encantado
- Sélection hors compétition du Festival Biarritz Amérique Latine 2019, pour Encantado
- Film d'ouverture du Festival Fifak Tunisie 2019, pour Encantado
- Sélection officielle du Festival Cinéma Sous Les Étoiles Québec 2019, pour Encantado
- Sélection officielle du Festival Sète Amérique Latine 2019, pour Encantado
- Sélection officielle du Festival Pico y Pala 2019, pour Encantado
- Sélection officielle du Festival Viva El Cine Latino de Dole 2020, pour Encantado
- Sélection hors compétition du Festival Cinélatino Rencontres de Toulouse 2020, pour Encantado
- Film de cloture du Festival Pantalla Latina Suisse 2020, pour Encantado
- Prix du meilleur film du Festival International de Brasilia 2020, pour Encantado

## Publication
- 2011 : Animau, poésie, ed. 7Letras